# أمي سوغيتا
أمي سوغيتا (杉田 亜未) (14 مارس 1992 في كاناغاوا في اليابان – )؛ هي لاعبة كرة قدم كانت تلعب كلاعب وسط. ولعبت مع منتخب اليابان لكرة القدم للسيدات.

## وصلات خارجية
- أمي سوغيتا على موقع قاعدة بيانات كرة القدم.إي يو (الإنجليزية)
- أمي سوغيتا على موقع Soccerway.com (الإنجليزية)
- أمي سوغيتا على موقع عالم كرة القدم.نت (الإنجليزية)